# Holipe
Holipe je cjevasti vafel proizvod. Potječe iz Norveške.